# Salvador das Missões

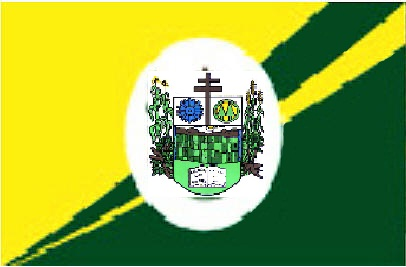
Bandera del municipio de Salvador das Missões.

Salvador das Missões es un municipio brasileño del estado de Rio Grande do Sul.
Se encuentra ubicado a una latitud de 28º07'35" Sur y una longitud de 54º50'07" Oeste, estando a una altitud de 216 metros sobre el nivel del mar. Su población estimada para el año 2004 era de 2.611 habitantes.
Ocupa una superficie de 97,462 km².
- Datos: Q1758176
- Multimedia: Salvador das Missões / Q1758176